# Árpádhalom
Árpádhalom là một thị trấn thuộc hạt Csongrád, Hungary. Thị trấn này có diện tích 45,2 km², dân số năm 2010 là 514 người, mật độ 11 người/km².